# Marguerittes
Marguerittes település Franciaországban, Gard megyében. Lakosainak száma 8370 fő (2022. január 1.). Marguerittes Bezouce, Cabrières, Manduel, Nîmes, Poulx, Redessan, Saint-Gervasy és Rodilhan községekkel határos.

## Népesség
A település népességének változása:
| Lakosok száma | 2548 | 5149 | 7548 | 8692 | 8608 | 8584 | 8586 | 8656 | 8564 | 8370 |
|               | 1968 | 1982 | 1990 | 2006 | 2013 | 2015 | 2017 | 2019 | 2020 | 2022 |